# کارستن بال
 کارستن بال (انگلیسی: Carsten Ball؛ زاده ۲۰ ژوئن ۱۹۸۷) یک تنیس‌باز اهل استرالیا است.